# Gelsemium
Gelsemium ist eine Pflanzengattung in der Familie der Gelsemiaceae innerhalb der Ordnung der Enzianartigen (Gentianales). Sie enthält nur drei Arten.

## Beschreibung

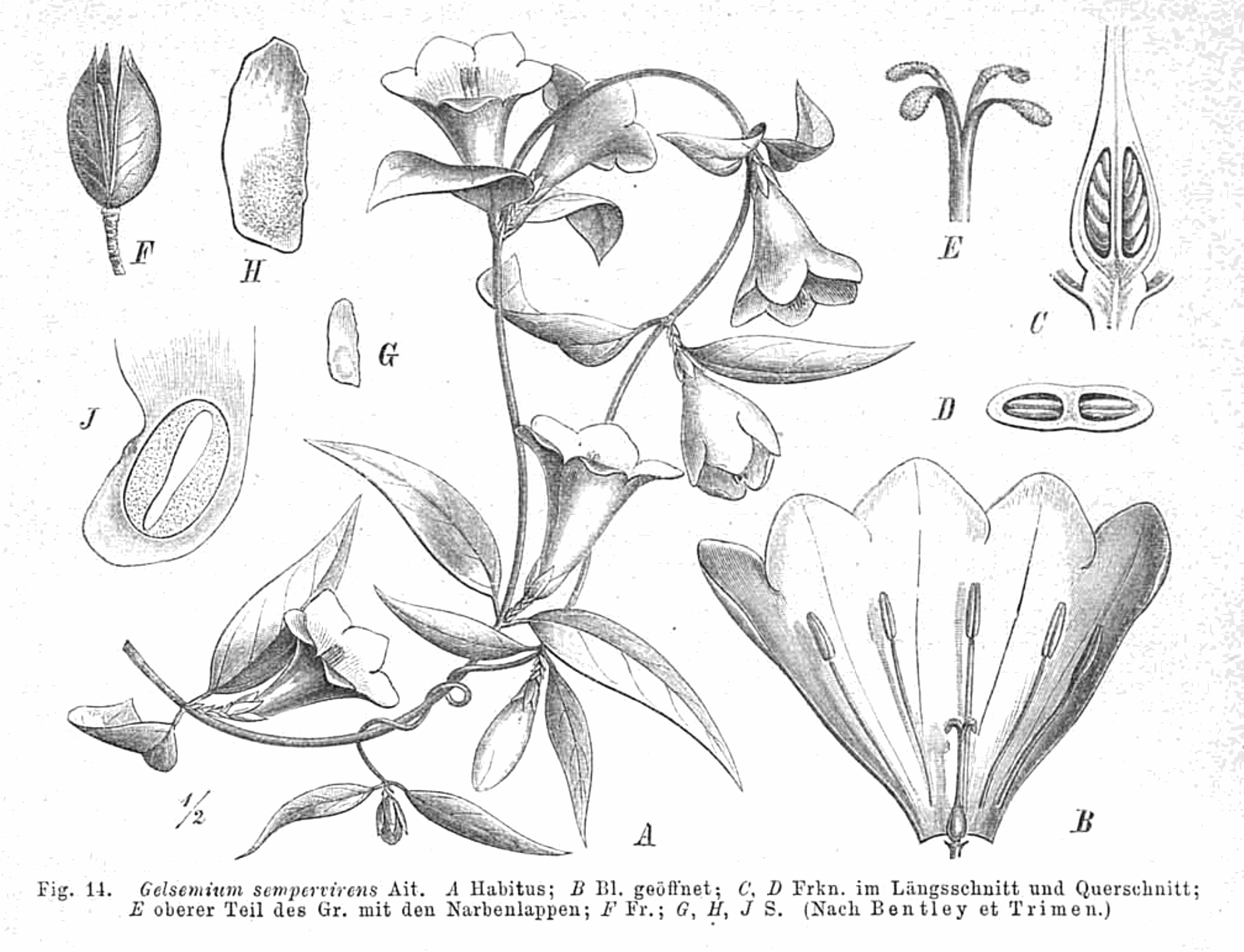
Illustration

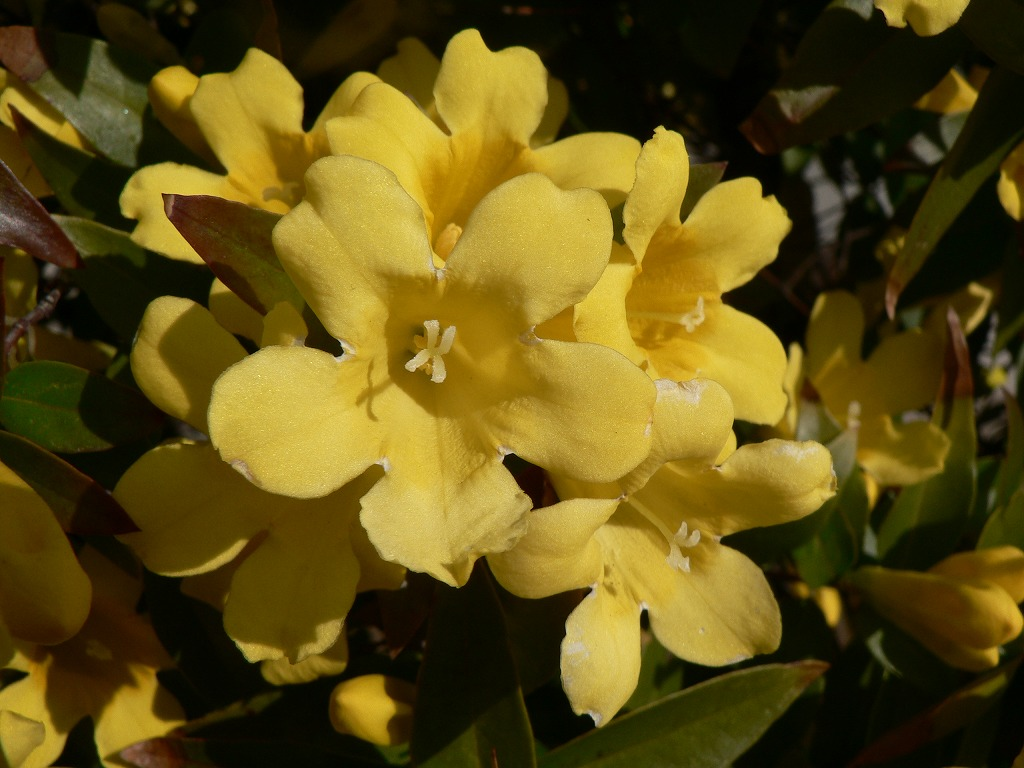
Blüten im Detail von Gelsemium sempervirens

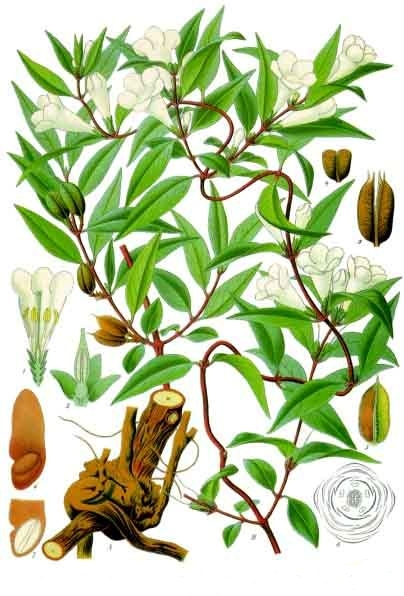
Carolina-Jasmin (Gelsemium sempervirens), Illustration aus Köhler's Medizinalpflanzen

### Vegetative Merkmale
Gelsemium-Arten sind verholzende Pflanzen und wachsen als Sträucher oder Lianen.
Die Laubblätter sind meist gegenständig oder selten wirtelig angeordnet. Die einfachen Blattspreiten sind ganzrandig. Die Nebenblätter sind stark reduziert.

### Generative Merkmale
Die Blütenstände sind Thyrsen.
Die zwittrigen Blüten sind radiärsymmetrisch und fünfzählig mit doppelter Blütenhülle. Die Blüten sind heterostyl (d. h. die Griffel sind verschieden lang). Die fünf gelben Kronblätter sind zu einer Kronröhre verwachsen. Es ist nur der äußere Kreis mit fünf Staubblättern vorhanden. Die untereinander freien Staubfäden sind in der Kronröhre inseriert. Der Fruchtknoten ist oberständig. Der fadenförmige Griffel endet in einer vierspaltigen Narbe.
Die eiförmigen bis schmal-ellipsoiden, septiziden Kapselfrüchte öffnen sich vierklappig und enthalten geflügelte Samen.

## Pharmakologie und Giftwirkung
Alle drei Arten enthalten Indolalkaloide und sind hochgiftig. Die Giftwirkung beruht auf der neurotoxischen Wirkung und wird wohl wesentlich über einen Agonismus an Glycin-Rezeptoren vermittelt. Gelsemium-Extrakte werden als Analgetika bei chronischen neuropathischen Schmerzen untersucht. Unter anderem probierte Arthur Conan Doyle, der Autor von Sherlock Holmes, die Giftwirkung 1879 im Selbstversuch aus, indem er es in verschiedenen Verdünnungen zu sich nahm. Gelegentlich scheint die Pflanzengattung Gelsemium bzw. deren Giftstoffe noch heute als Mordgift im Einsatz. Der chinesische Milliardär Long Liyuan verstarb am 23. Dezember 2011 in Südchina nach Genuss einer mit Gelsemium versetzten Katzenfleisch-Mahlzeit. Auch beim Tod des russischen Geschäftsmanns Alexander Perepilitschni am 10. November 2012 in London wurde zunächst auch eine solche Vergiftung angenommen, bis die amtliche Todesfeststellung einen natürlichen Tod ergab.

## Systematik und Verbreitung

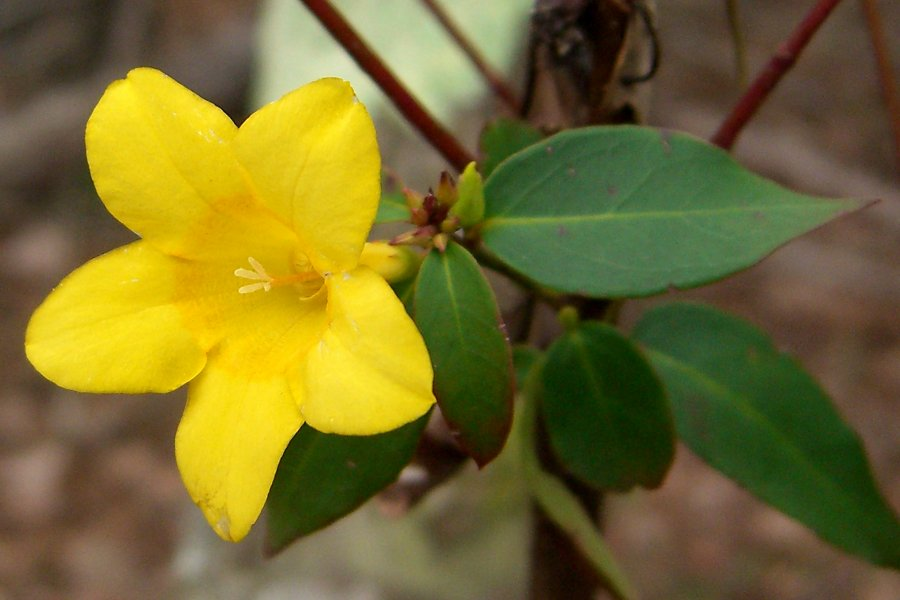
Blüte im Detail von Gelsemium rankinii

Die Gattung Gelsemium wurde 1789 durch Antoine Laurent de Jussieu in Genera Plantarum, Seite 150 aufgestellt. Die Typusart ist Gelsemium sempervirens (L.) J.St.-Hil. Ein Synonym für Gelsemium Juss. ist Medicia Gardner & Champ.
Die Gattung Gelsemium wurde zur Familie der Loganiaceae gerechnet; L. Struwe, V. A. Albert und B. Bremer stellten sie 1994 in die eigene Familie der Gelsemiaceae. Genetische Untersuchungen stützen diese Aufteilung. Die Bezeichnung Gelsemium ist eine latinisierte Version des italienischen Wortes für „Jasmin“, gelsomino.
Es gibt nur drei Arten in der Gattung Gelsemium. Eine Art ist in Südostasien und zwei Arten sind in Zentralamerika und im südlichen Nordamerika verbreitet:
- Gelsemium elegans (Gardner & Champion) Bentham: Sie gedeiht in dichten Wäldern und Dickicht in Höhenlagen von 200 bis 2000 Metern in Indien, Indonesien, Laos, Malaysia, im nördlichen Myanmar, Taiwan, im nördlichen Thailand, Vietnam und den chinesischen Provinzen Fujian, Guangdong, Guangxi, Guizhou, Hainan, Hunan, Jiangxi, Yunnan sowie Zhejiang.[1]
- Gelsemium rankinii Small: Sie hat ein kleines Verbreitungsgebiet im Südosten der USA.
- Carolina-Jasmin (Gelsemium sempervirens (L.) J.St.-Hil.): Sie ist vom südlichen Nordamerika bis Zentralamerika verbreitet.